# لاک‌پشت‌چرمیان
لاک‌پشت چرمیان (نام علمی: Dermochelyidae) نام یک تیره از زیرراسته نهان‌گردن است.